# Solotl

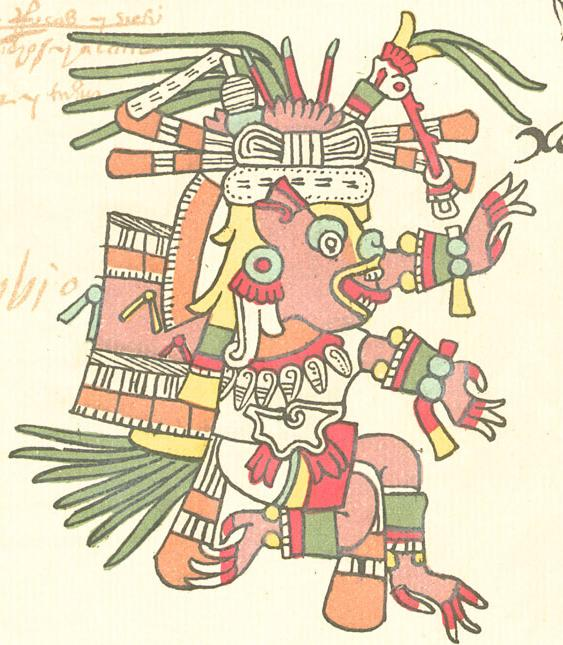
Xólotl a Telleriano-Remensis kódexben.

Solotl (elterjedt spanyol névírással Xólotl, a Kutyaisten) az azték mitológiában a tűz, a villámlás és a balszerencse istene, és a holtak kalauza a Mictlanon, az azték túlvilágon. Quetzalcoatl ikertestvére, a Vénusz megszemélyesítője és a Nyugat (égtáj) ura. Ő őrzi a napot, amikor éjszaka áthalad az alvilágon. Csontvázként, kutyafejű emberként vagy fordított lábfejű szörnyként ábrázolták.
A mexikói szőrtelen kutya, a Xoloitzcuintle, és a legelfogadottabb értelmezés szerint az axolotl nevű kétéltű róla kapta a nevét.